# برگن-نکهایم
برگن-نکهایم (به آلمانی: Frankfurt-Bergen-Enkheim) یک منطقهٔ مسکونی در آلمان است که در فرانکفورت واقع شده‌است. برگن-نکهایم ۱۷٬۸۰۸ نفر جمعیت دارد.

## نگارخانه

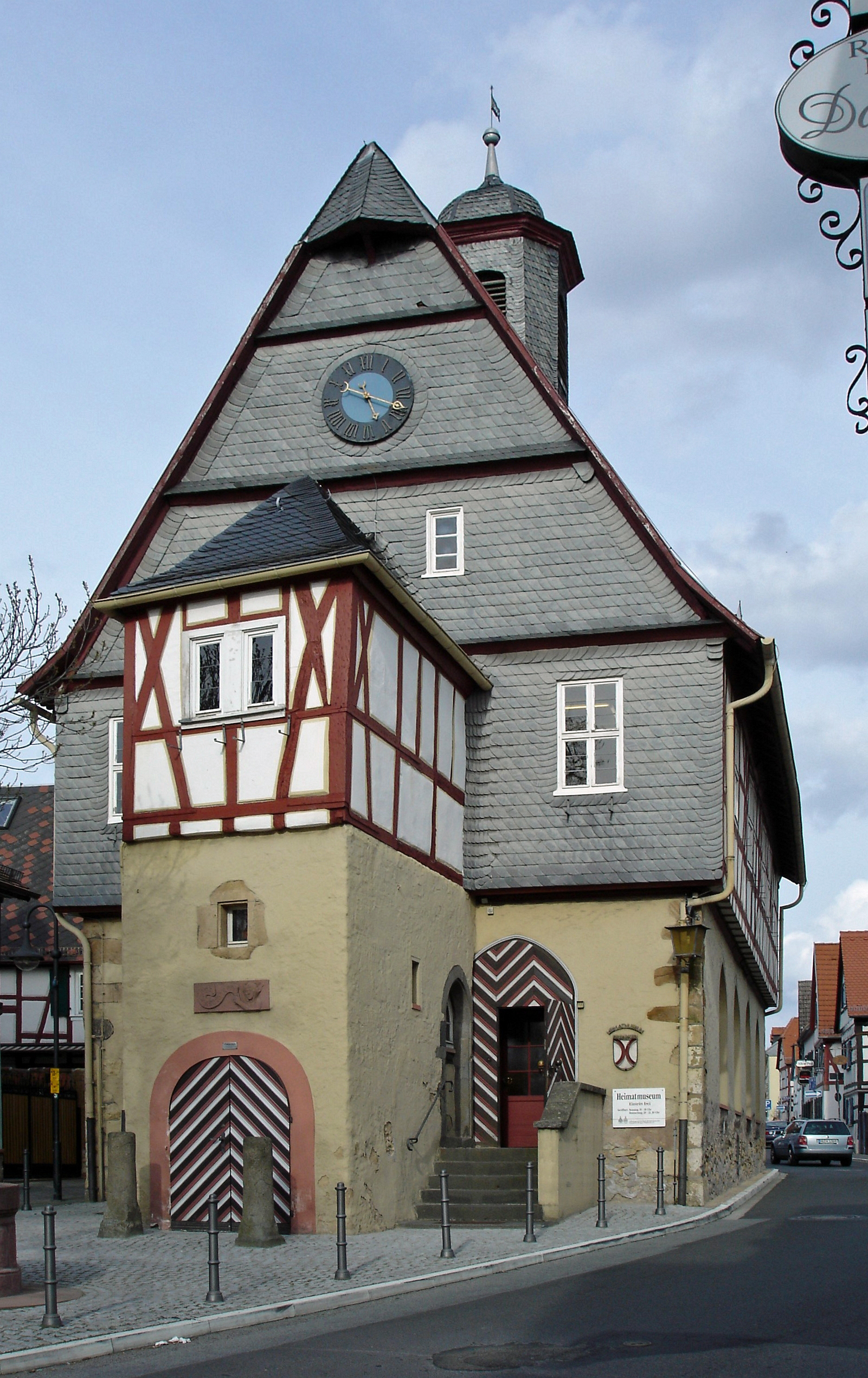
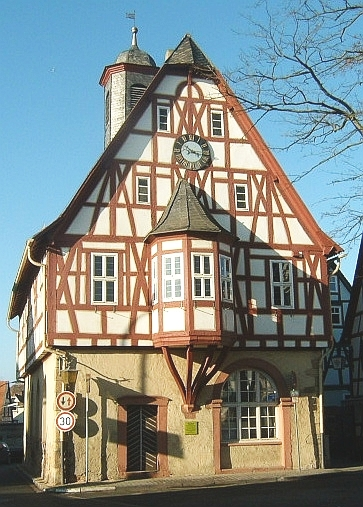
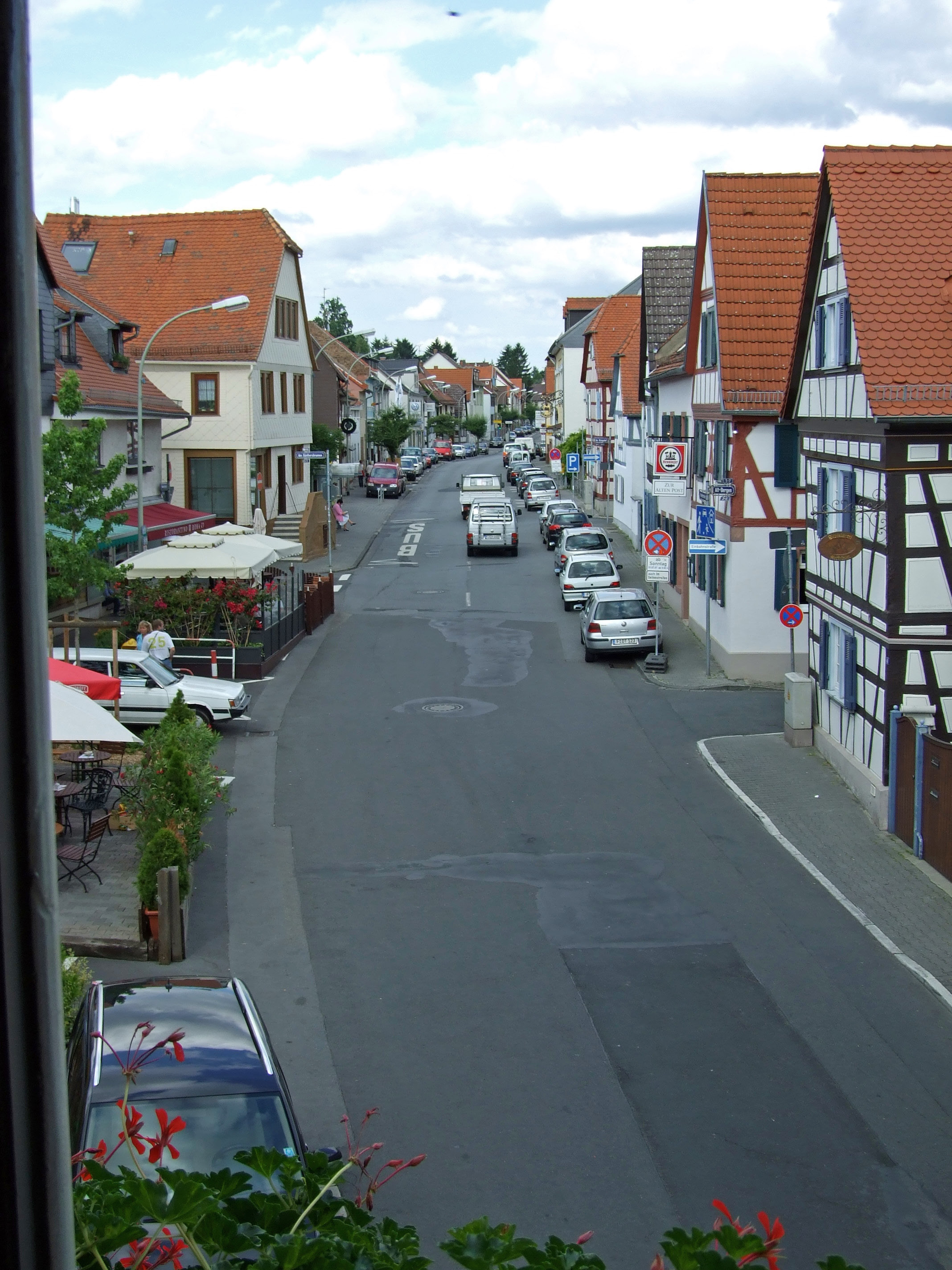
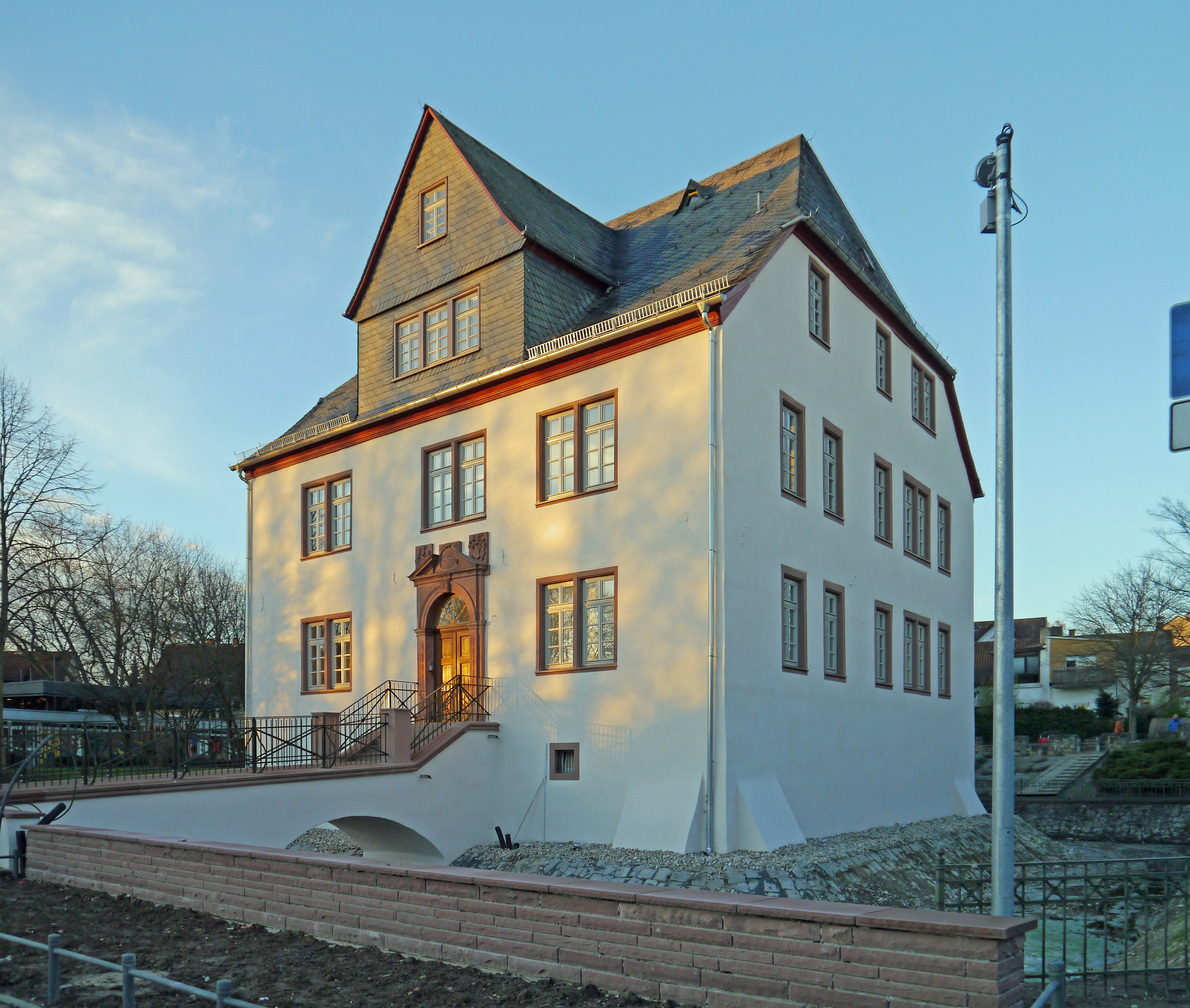
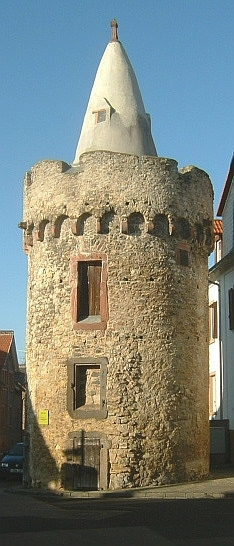
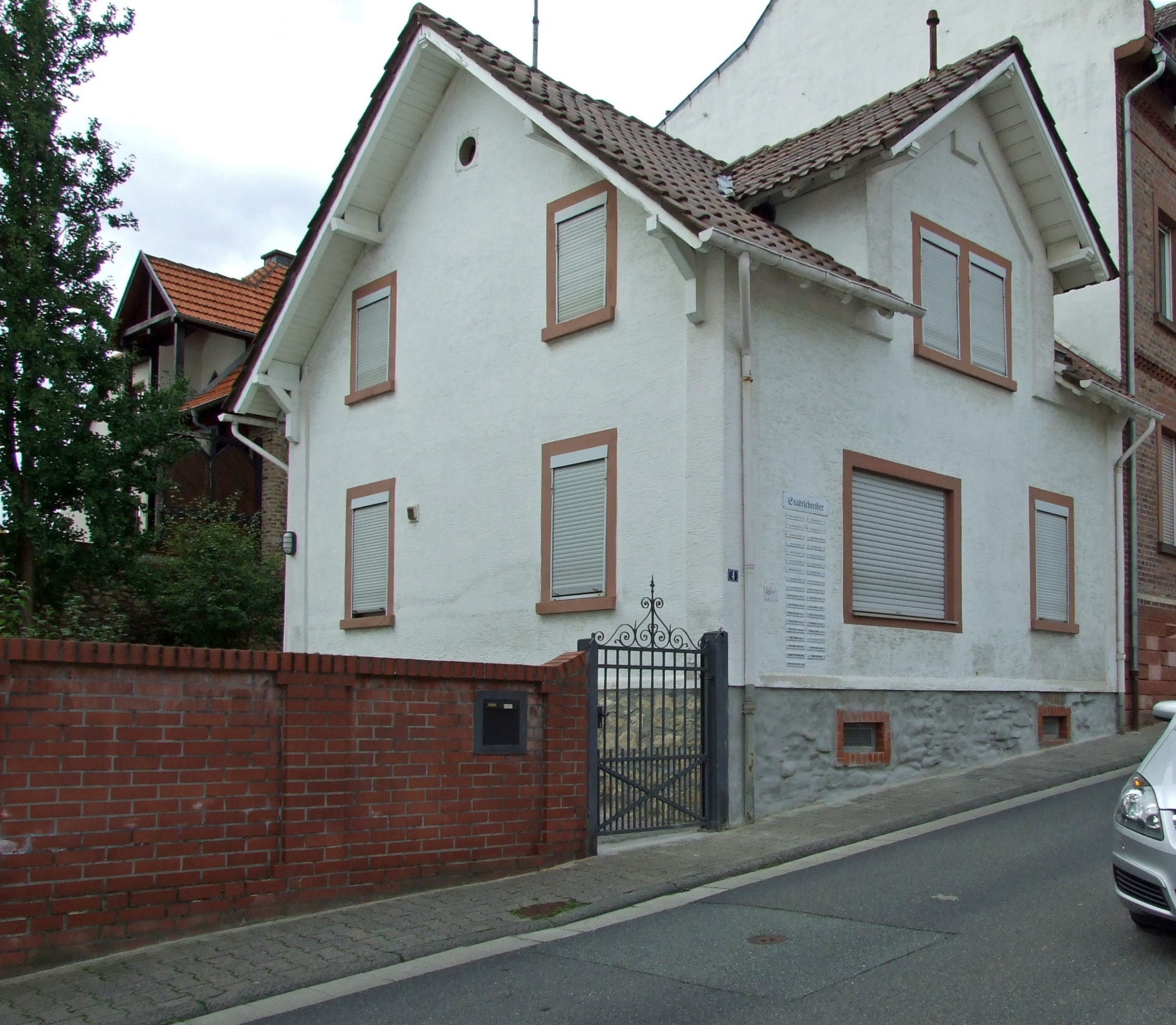
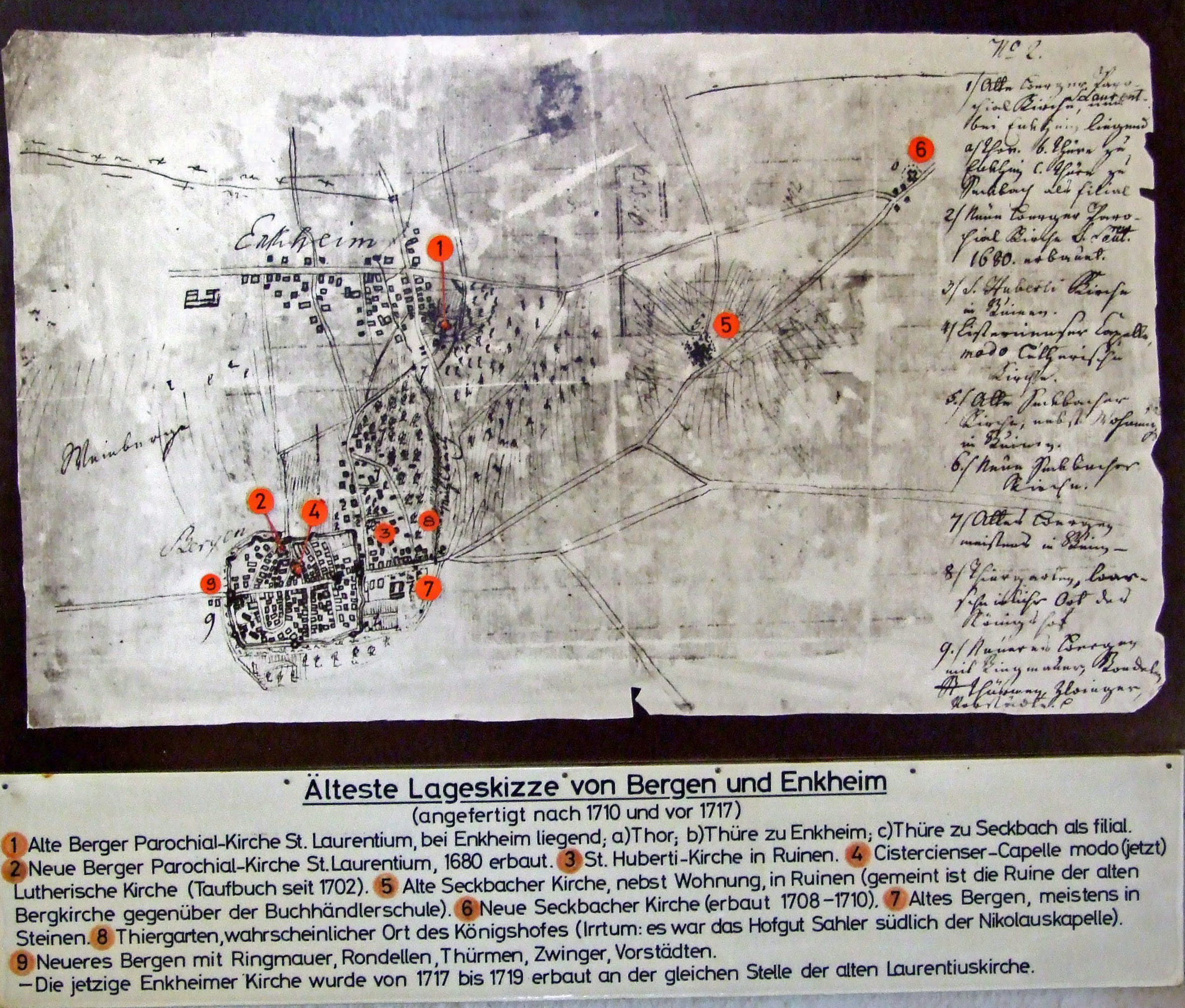
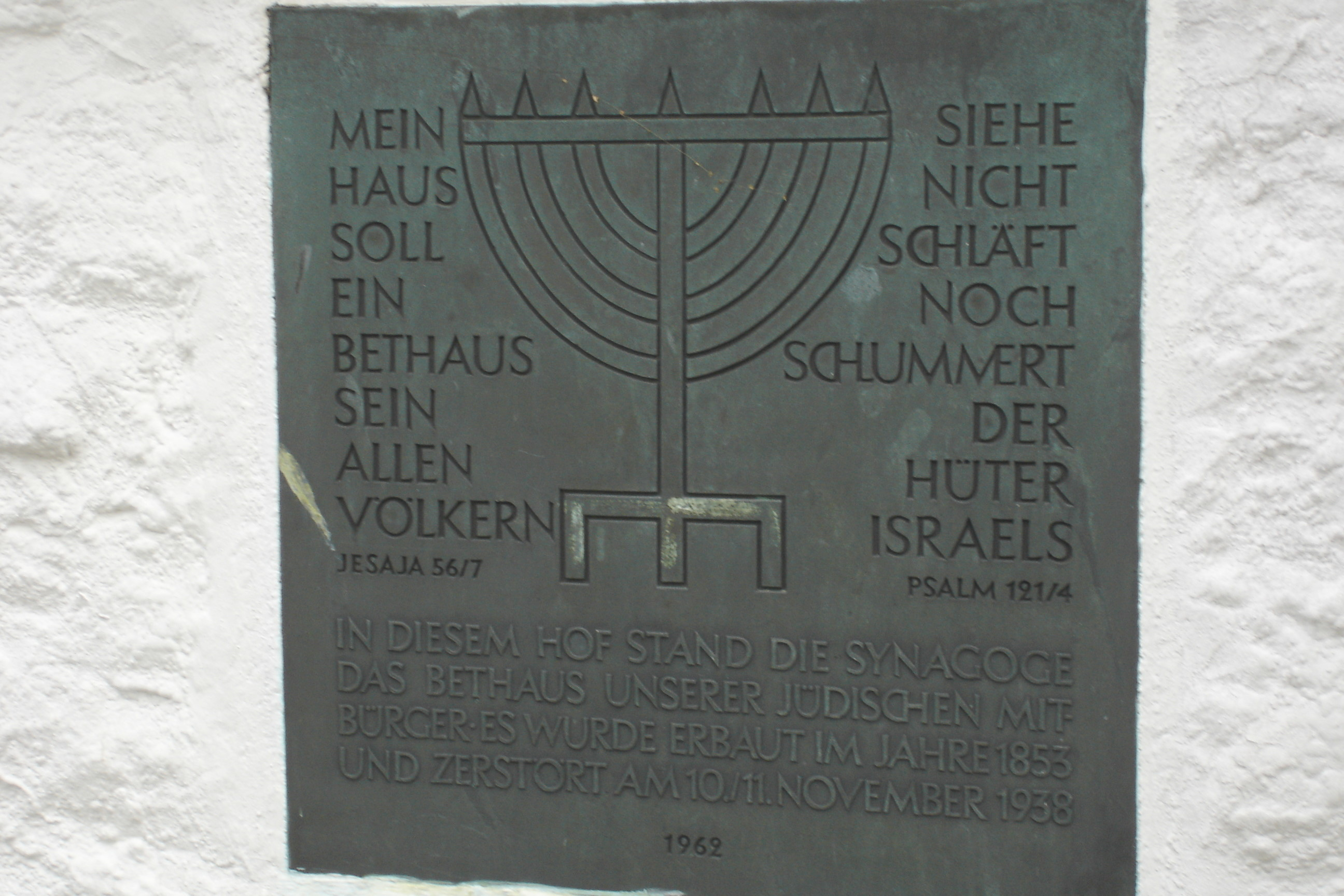
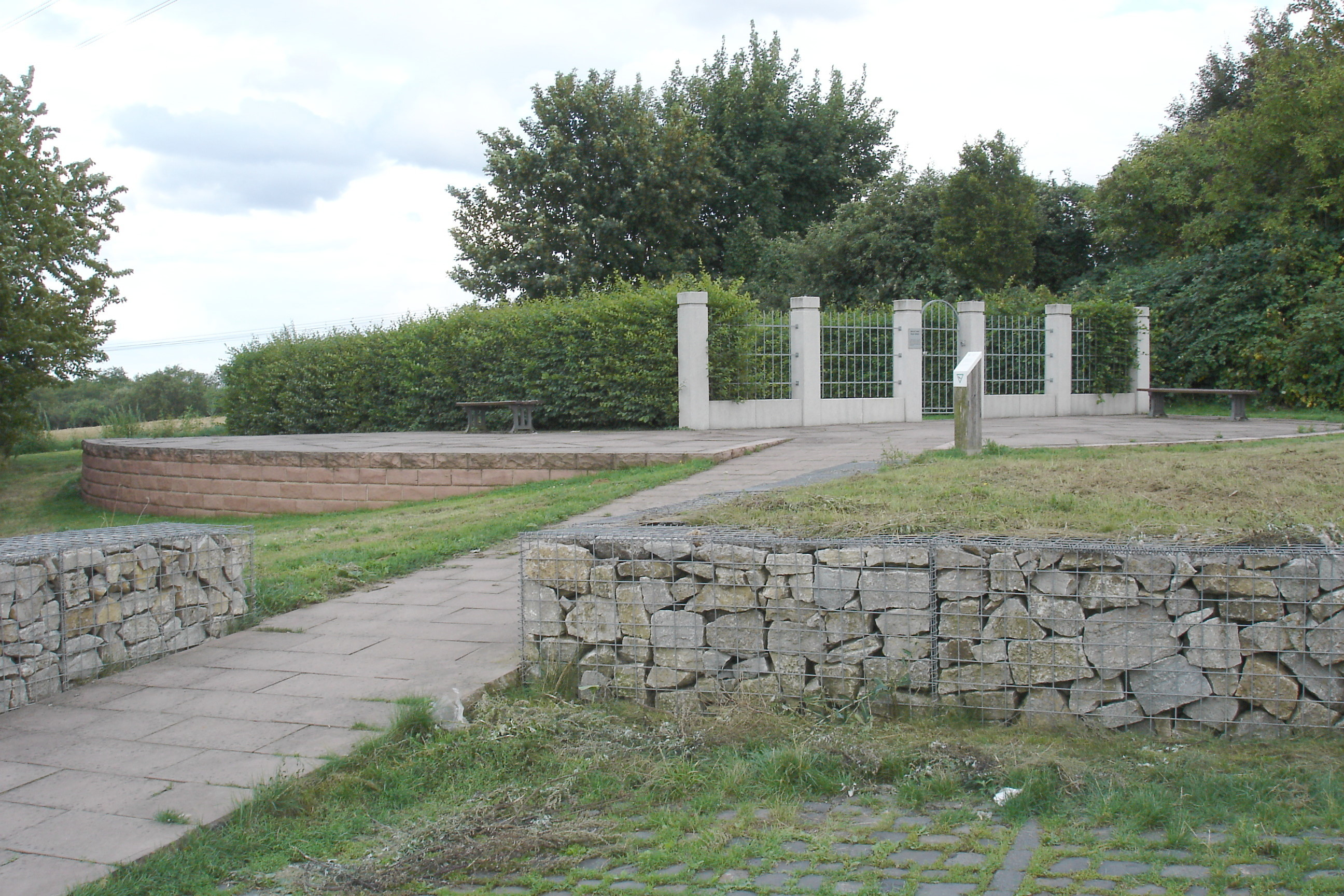
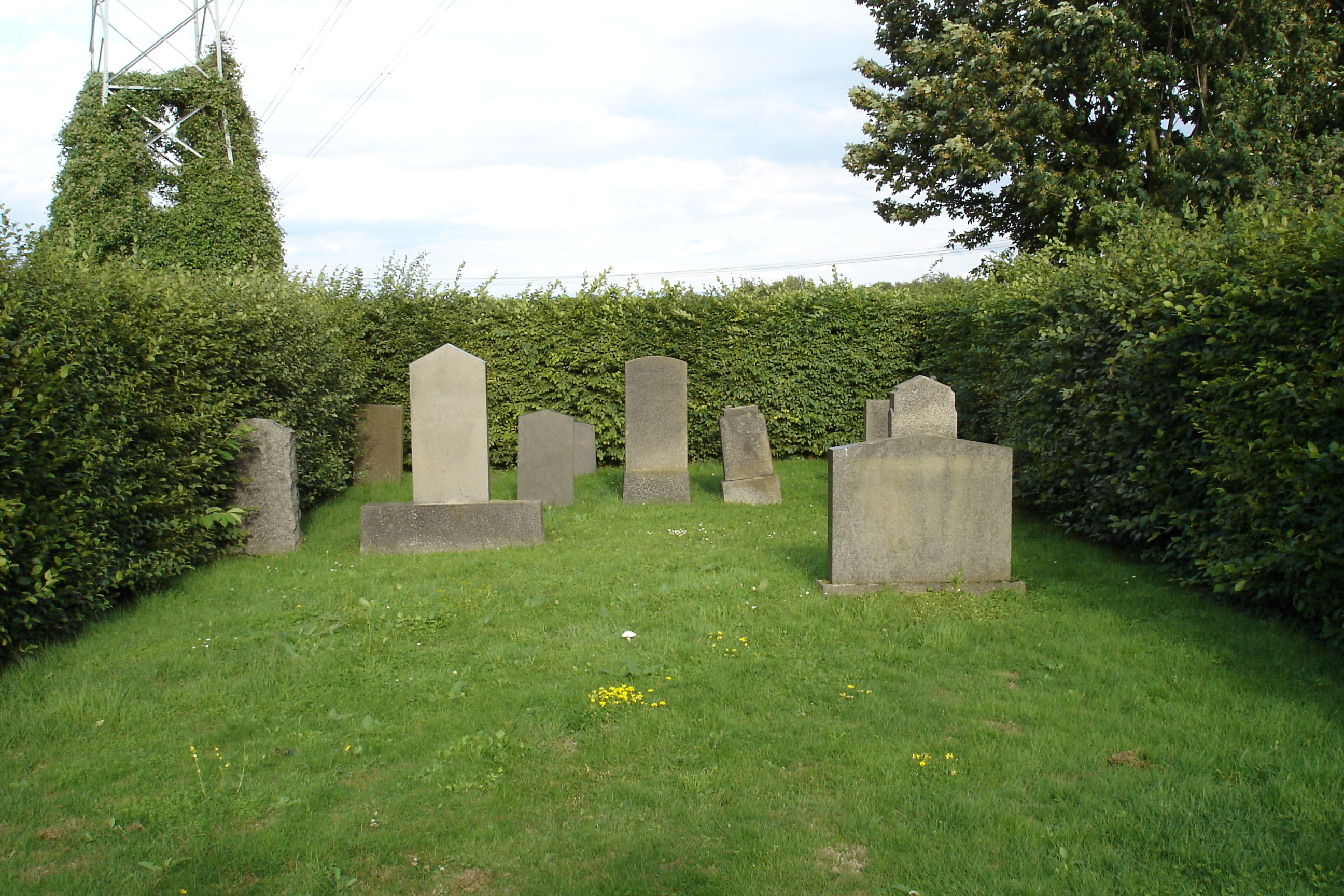